# Cryolophosaurus ellioti
Cryolophosaurus ellioti (gr. "Reptil de cresta congelada de David Elliot") es la única especie conocida del género extinto Cryolophosaurus de dinosaurio terópodo dilofosaurido basal, que vivió a principios del período Jurásico, hace aproximadamente 186 a 182 millones de años, en el Pliensbachiano, en lo que hoy es la Antártida. Debido a la extraña cresta en su frente, es conocido popularmente como Elvisaurus, por lo parecido con el peinado de la popular estrella rock & roll Elvis Presley.
Cryolophosaurus es el primer dinosaurio antártico en recibir nombre, aunque el primero en ser encontrado fue Antarctopelta. Igualmente es el primer terópodo encontrado en la Antártida y posiblemente uno de los tetanuros más antiguos conocidos. Con base en la evidencia de especies relacionadas y estudios de textura ósea, se cree que esta extraña cresta se usó para el reconocimiento dentro de la especie. El cerebro de Cryolophosaurus también era más primitivo que los de otros terópodos.
Cryolophosaurus fue excavado en la Antártida en sedimentos del Jurásico Temprano, durante el Sinemuriano al Pliensbachiano en la Formación Hanson, anteriormente la formación Falla superior , por el paleontólogo Dr. William Hammer en 1991. Fue el primer dinosaurio carnívoro en ser descubierto en la Antártida y el primer dinosaurio no aviar del continente nombrado oficialmente. Los sedimentos en los que se encontraron sus fósiles datan de 194 a 188 millones de años atrás, representando el Período Jurásico Inferior.

## Descripción

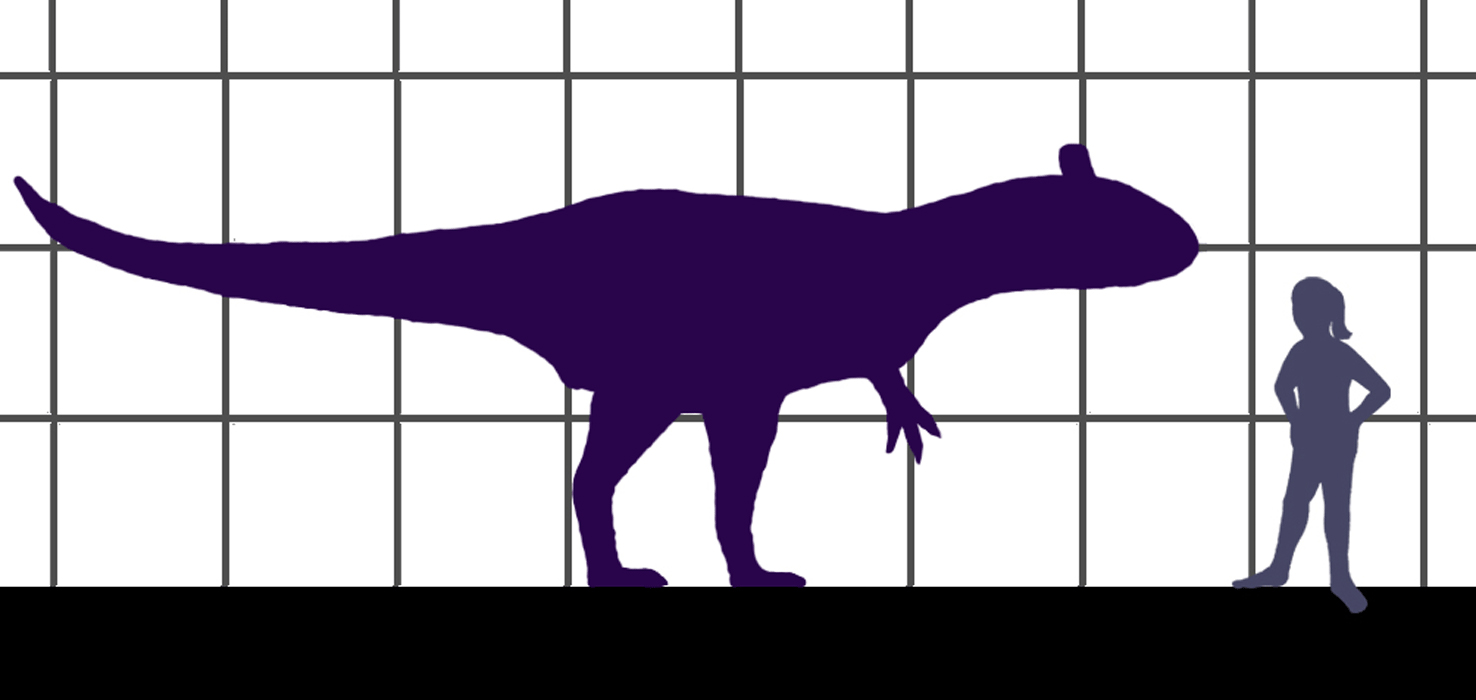
Tamaño comparativo de un Cryolophosaurus con un humano.

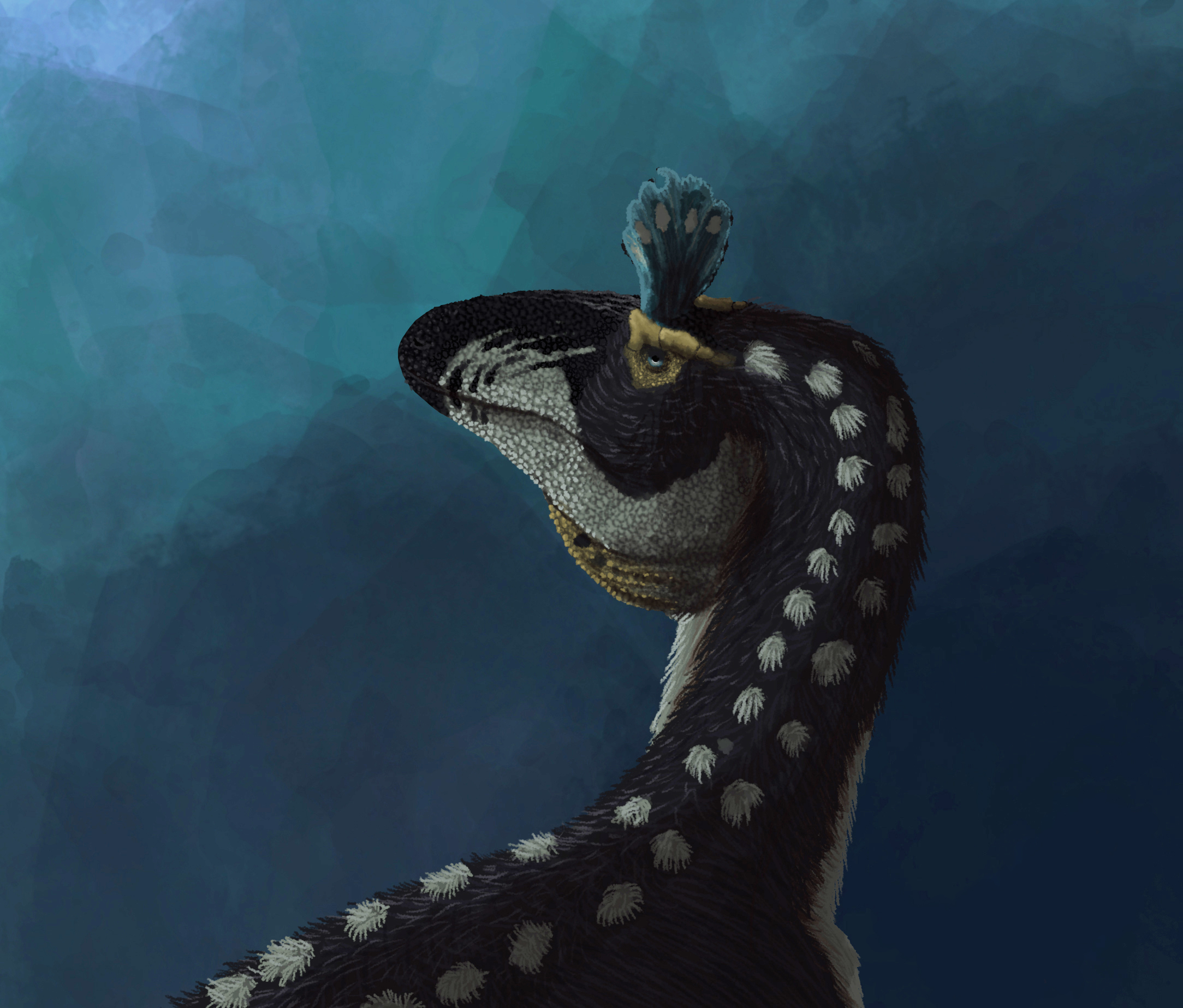
Ilustración del busto de un Cryolophosaurus

El holotipo FMNH PR1821 es el único ejemplar completamente descrito de Cryolophosaurus. El espécimen consiste en un cráneo incompleto y mandíbulas que carecen de la mayor parte de su mitad frontal, nueve dientes maxilares, un sexto centro cervical fragmentario, vértebras cervicales 7-10, varias costillas cervicales posteriores, varias vértebras dorsales anteriores, la mayoría de las vértebras dorsales medias y posteriores, varias costillas dorsales, la quinta vértebra sacra, tres cheurones, muchas vértebras caudales parciales y completas y centros, dos húmeros parciales ; un radio proximal ; un cubito proximal ; Un parcialilion ; un pubis proximal ; ambos isquiones , pero solo uno distal ; dos fémures incompletos, el extremo distal de una tibia, el extremo distal de un peroné, el astrágalo y el calcáneo.  En 2013, se descubrió nuevo material de Cryolophosaurus en la Antártida. La descripción de este material aún no se ha publicado en forma completa.

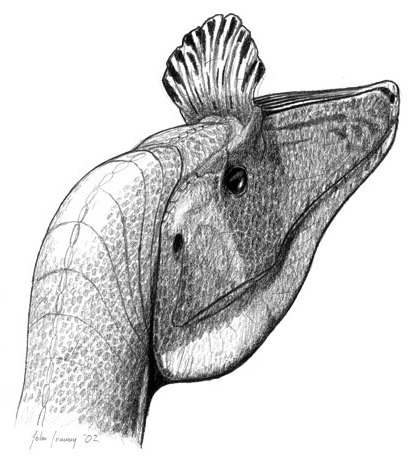
Ilustración de la cabeza de Cryolophosaurus.

Cryolophosaurus era un terópodo grande y bien construido, uno de los más grandes de su tiempo. El género ha sido descrito por Roger Benson y sus colegas en 2012 como uno de los principales depredadores en la Antártida. Tenía proporciones esbeltas. Se calculó que Cryolophosaurus tenía una longitud de 6 a 7 metros por William R. Hammer y William J. Hickerson en 1999. Un estudio de 2007 de Nathan Smith et al. revisó la longitud a 6,5 metros. Su peso estimado es de 465 kilogramos. Con base en estas estimaciones de longitud y peso, Cryolophosaurus es actualmente el terópodo más grande conocido del jurásico temprano. Smith et al. en 2007b y Benson et al. en 2012 notaron que el individuo holotipo probablemente representa un subadulto, por lo que los adultos podrían haber sido más grandes.
El holotipo de Cryolophosaurus consiste en un cráneo alto y angosto, que se descubrió articulado con el resto del esqueleto. El cráneo tiene una longitud estimada de 65 centímetros. Tiene una peculiar cresta nasal que corre justo sobre los ojos, donde se eleva perpendicularmente al cráneo y se expande. Es delgado y muy surcado, dándole una apariencia de peine español. La cresta es una extensión de los huesos del cráneo, cerca de los conductos lagrimales, fusionados a ambos lados de los cuernos orbitales que se elevan desde las cuencas oculares. Mientras que otros terópodos como el Monolophosaurus tienen crestas, generalmente corren a lo largo del cráneo en lugar de cruzarlo.
Un estudio no publicado realizado por Vernon Meidlinger-Chin en 2013 sugirió que los estudios previos carecían de enfoque en los detalles endocraneales. El estudio encontró que el Cryolophosaurus fósil tiene una cavidad craneal casi completa, sin distorsión, lo suficientemente completa para dar una forma y tamaño aproximados del cerebro vivo. Las características de endocráneo mostraron falta de similitud del cráneo con los de alosauroides y celurosaurios dando Cryolophosaurus una posición basal en Theropoda.

## Descubrimiento e investigación
Cryolophosaurus fue originalmente hallado en el verano austral de  1990-91, por William  Hammer y su equipo, en el monte Kirkpatrick, en la región glaciar Beardmore de la cordillera transantártica. Fue hallado en rocas de sílice de la Formación Hanson, antiguamente la Formación Falla superior. Fue descubierto después de Antarctopelta, pero nombrado antes. Es el primer dinosaurio carnívoro encontrado de la Antártida y el primero de cualquier tipo en ser nombrado. Está datado en el Jurásico inferior, originalmente se lo describió como el más antiguo tetanuro, pero estudios subsecuentes han hallado que probablemente este más relacionado con los dilofosáurido.

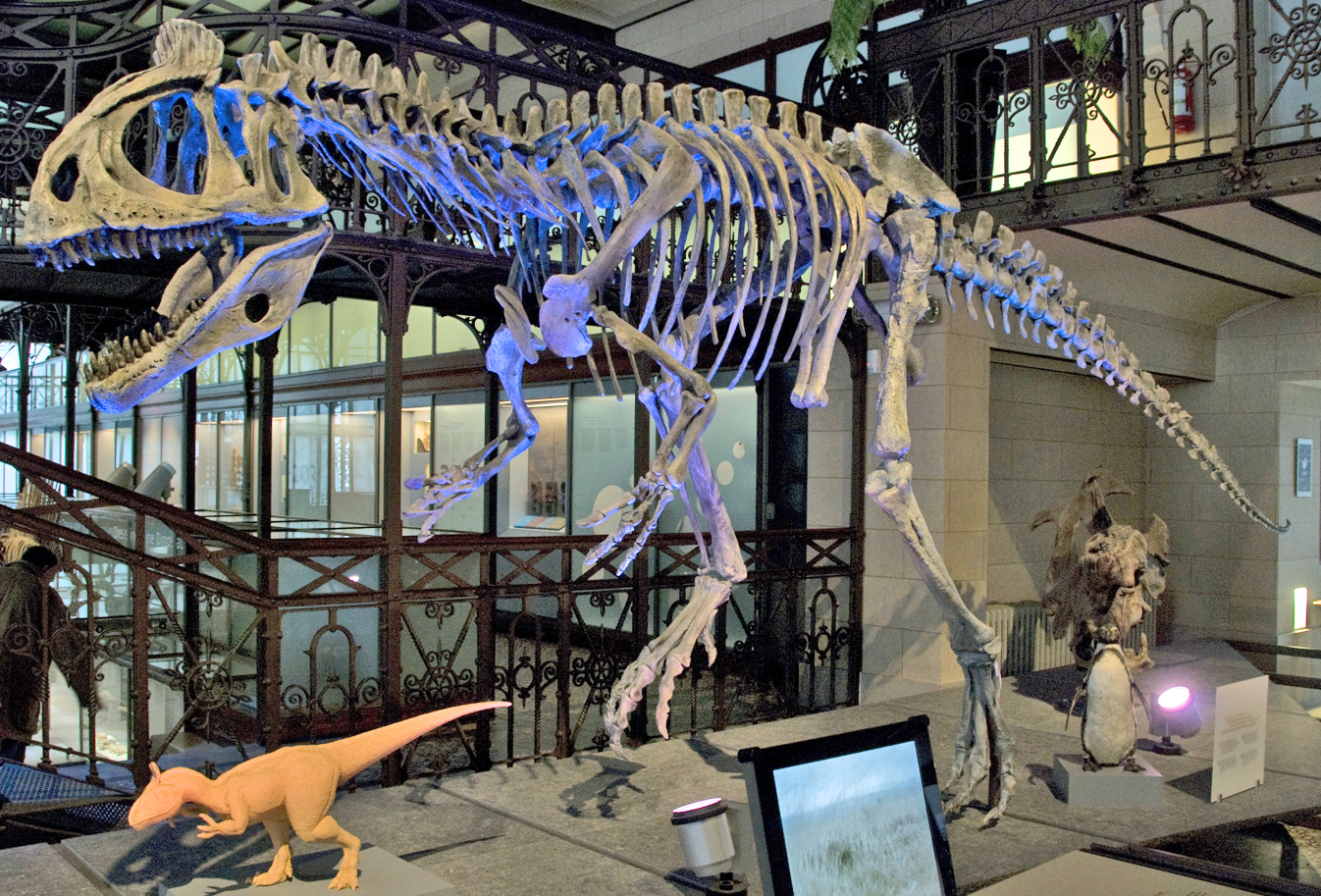
Réplica de Cryolophosaurus.

En 1991, Hammer y el geólogo de Ohio  David Elliot habían excavado afloramientos separados cerca del glaciar Beardmore, compartiendo los gastos logísticos. El equipo de Elliot fue el primero en encontrar restos de Cryolophosaurus en una formación rocosa a 4000 m de altura y 640 km del polo sur, notificando a Hammer. Luego de tres semanas de trabajo, Hammer excavó 2300 kg de rocas con fósiles. El equipo recobró más de 100 huesos fósiles, incluyendo los del Cryolophosaurus. Los especímenes fueron formalmente nombrados y descritos en 1994 por Hammer y Hickerson, en la revista Science.
Los restos encontrados incluyen parte del cráneo aplastado, mandíbula, partes de la columna vertebral compuesta por 30 vértebras, isquion, ilion y pubis, fémur y fíbula, tibitarso del tobillo y los metatarsales del pie. A partir de estos epecímenes fue descrito y formalmente en 1994 por Hammer y William J. Hickerson, en la revista Science. El nombre Cryolophosaurus ellioti deriva del griego κρυος (Cryo) que significa 'frío' o 'congelado', λοφος (lopho) 'cresta' y σαυρος (saurus) 'lagarto'. Hammer y Hickerson nombraron a la especie C. ellioti por David Elliot, quien hiciera los descubrimientos iniciales.
Durante el 2003 se recolectó material adicional del sitio. Además, 30 m más arriba en el monte Kirkpatrick se descubrió otro sitio con fósiles.

## Clasificación

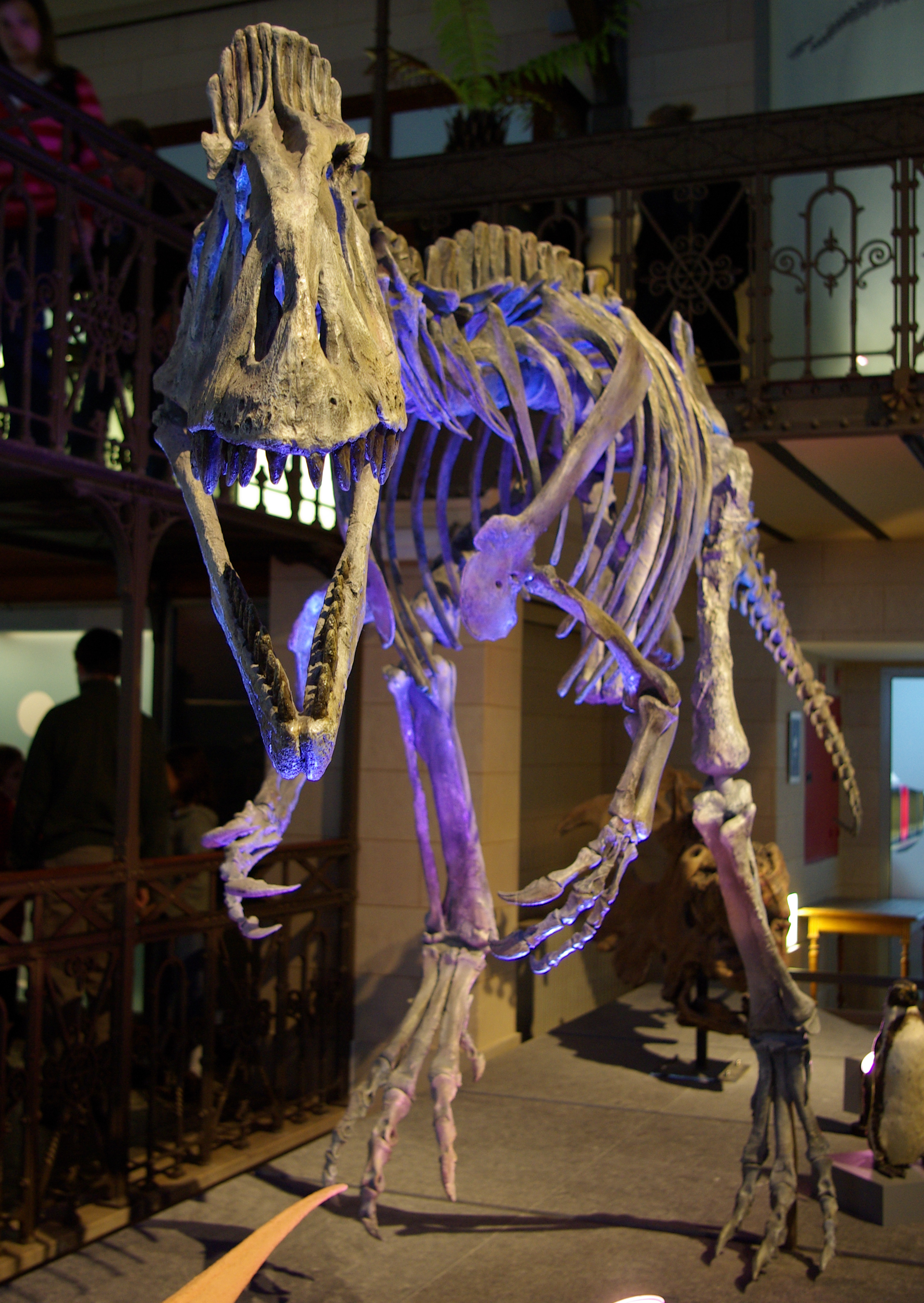
Esqueleto de Cryolophosaurus.

Cryolophosaurus es de gran significancia ya que es el tetanuro más antiguo conocido en cualquier continente, el único del Jurásico inferior. La clasificación es dificultosa debido a que el Cryolophosaurus tiene una mezcla de características primitivas y modernas. El fémur es similar al de los terópodos tempranos, pero el cráneo es similar al de especies más modernas del clado Tetanurae, como por ejemplo los dinosaurios el Sinraptor  y el Yangchuanosaurus chinos. Originalmente se pensó que era un ceratosauriano o un abelisáurido, que muestran ejemplos de evolución convergente con los tetanuros pero finalmente llegó a la conclusión de que era en sí mismo el miembro más antiguo conocido de este último grupo.  Mortimer incluye al criolofosaurio con los datos de Rauhut de 2000 lo coloca en un grupo aún más primitivo los celofísidos cercanos al dilofosaurio.  Mientras que un estudio posterior de Hammer junto con Smith y Currie nuevamente recuperó Cryolophosaurus como un tetanuro, un estudio posterior de 2007 de los mismos autores encontró que estaba más estrechamente relacionado con Dilophosaurus y Dracovenator. Actualmente es considerado un  tetanuro carnosauriano, como los alosáuridos, siendo un ancestro común más que un animal más primitivo como los ceratosaurios y también se dice que el criolofosaurio puede ser el ancestro o cercano al ancestro de ambos grupos, con una mezcla de características primitivas y avanzadas. Sin embargo por la mayoría es considerado un tetanuro primitivo. En los estudios reciente sobre el Cryolophosaurus, Smith et al. de 2005, recupera esta posición. Sin embargo, nuevos estudios en el 2007 demostraron al Cryolophosaurus era probablemente un ceratosaurido más emparentado con Dilophosaurus y Dracovenator que con los tetanuros. Sterling Nesbitt et al. en 2009, utilizando los caracteres de Tawa, encontraron que Cryolophosaurus no es ni un dilofosáuridos ni un neoterópodo dentro de aversostranos, sino el grupo hermano de un clado compuesto de los dilofosáuridos y aversostranos. Sin embargo, en 2012, Matthew Carrano encontró que Cryolophosaurus era un tetanuro, relacionado con Sinosaurus, pero sin relación con Dilophosaurus. En 2015 Hendrickx et al. en su revisíon de los terópos no avianos recupera a Cryolophosaurus en una posición basal de Tetanuare junto a Sinosaurus.

### Filogenia
El siguiente árbol genealógico ilustra una síntesis de las relaciones de los primeros grupos terópodos compilados por Hendrickx et al. en 2015.

|              | Megalosauroidea                                                 |
|              |                                                                 |
| Avetheropoda | \| \| Allosauroidea \| \| \| \| \| \| Coelurosauria \| \| \| \| |
|              | \| \| Allosauroidea \| \| \| \| \| \| Coelurosauria \| \| \| \| |
|              | Allosauroidea                                                   |
|              |                                                                 |
|              | Coelurosauria                                                   |
|              |                                                                 |

|  | Allosauroidea |
|  |               |
|  | Coelurosauria |
|  |               |

|              | Megalosauroidea                                                 |
|              |                                                                 |
| Avetheropoda | \| \| Allosauroidea \| \| \| \| \| \| Coelurosauria \| \| \| \| |
|              | \| \| Allosauroidea \| \| \| \| \| \| Coelurosauria \| \| \| \| |
|              | Allosauroidea                                                   |
|              |                                                                 |
|              | Coelurosauria                                                   |
|              |                                                                 |

|  | Allosauroidea |
|  |               |
|  | Coelurosauria |
|  |               |

|              | Megalosauroidea                                                 |
|              |                                                                 |
| Avetheropoda | \| \| Allosauroidea \| \| \| \| \| \| Coelurosauria \| \| \| \| |
|              | \| \| Allosauroidea \| \| \| \| \| \| Coelurosauria \| \| \| \| |
|              | Allosauroidea                                                   |
|              |                                                                 |
|              | Coelurosauria                                                   |
|              |                                                                 |

|  | Allosauroidea |
|  |               |
|  | Coelurosauria |
|  |               |

|              | Megalosauroidea                                                 |
|              |                                                                 |
| Avetheropoda | \| \| Allosauroidea \| \| \| \| \| \| Coelurosauria \| \| \| \| |
|              | \| \| Allosauroidea \| \| \| \| \| \| Coelurosauria \| \| \| \| |
|              | Allosauroidea                                                   |
|              |                                                                 |
|              | Coelurosauria                                                   |
|              |                                                                 |

|  | Allosauroidea |
|  |               |
|  | Coelurosauria |
|  |               |

|              | Megalosauroidea                                                 |
|              |                                                                 |
| Avetheropoda | \| \| Allosauroidea \| \| \| \| \| \| Coelurosauria \| \| \| \| |
|              | \| \| Allosauroidea \| \| \| \| \| \| Coelurosauria \| \| \| \| |
|              | Allosauroidea                                                   |
|              |                                                                 |
|              | Coelurosauria                                                   |
|              |                                                                 |

|  | Allosauroidea |
|  |               |
|  | Coelurosauria |
|  |               |

|              | Megalosauroidea                                                 |
|              |                                                                 |
| Avetheropoda | \| \| Allosauroidea \| \| \| \| \| \| Coelurosauria \| \| \| \| |
|              | \| \| Allosauroidea \| \| \| \| \| \| Coelurosauria \| \| \| \| |
|              | Allosauroidea                                                   |
|              |                                                                 |
|              | Coelurosauria                                                   |
|              |                                                                 |

|  | Allosauroidea |
|  |               |
|  | Coelurosauria |
|  |               |

|              | Megalosauroidea                                                 |
|              |                                                                 |
| Avetheropoda | \| \| Allosauroidea \| \| \| \| \| \| Coelurosauria \| \| \| \| |
|              | \| \| Allosauroidea \| \| \| \| \| \| Coelurosauria \| \| \| \| |
|              | Allosauroidea                                                   |
|              |                                                                 |
|              | Coelurosauria                                                   |
|              |                                                                 |

|  | Allosauroidea |
|  |               |
|  | Coelurosauria |
|  |               |

|              | Megalosauroidea                                                 |
|              |                                                                 |
| Avetheropoda | \| \| Allosauroidea \| \| \| \| \| \| Coelurosauria \| \| \| \| |
|              | \| \| Allosauroidea \| \| \| \| \| \| Coelurosauria \| \| \| \| |
|              | Allosauroidea                                                   |
|              |                                                                 |
|              | Coelurosauria                                                   |
|              |                                                                 |

|  | Allosauroidea |
|  |               |
|  | Coelurosauria |
|  |               |

|              | Megalosauroidea                                                 |
|              |                                                                 |
| Avetheropoda | \| \| Allosauroidea \| \| \| \| \| \| Coelurosauria \| \| \| \| |
|              | \| \| Allosauroidea \| \| \| \| \| \| Coelurosauria \| \| \| \| |
|              | Allosauroidea                                                   |
|              |                                                                 |
|              | Coelurosauria                                                   |
|              |                                                                 |

|  | Allosauroidea |
|  |               |
|  | Coelurosauria |
|  |               |

|              | Megalosauroidea                                                 |
|              |                                                                 |
| Avetheropoda | \| \| Allosauroidea \| \| \| \| \| \| Coelurosauria \| \| \| \| |
|              | \| \| Allosauroidea \| \| \| \| \| \| Coelurosauria \| \| \| \| |
|              | Allosauroidea                                                   |
|              |                                                                 |
|              | Coelurosauria                                                   |
|              |                                                                 |

|  | Allosauroidea |
|  |               |
|  | Coelurosauria |
|  |               |

|              | Megalosauroidea                                                 |
|              |                                                                 |
| Avetheropoda | \| \| Allosauroidea \| \| \| \| \| \| Coelurosauria \| \| \| \| |
|              | \| \| Allosauroidea \| \| \| \| \| \| Coelurosauria \| \| \| \| |
|              | Allosauroidea                                                   |
|              |                                                                 |
|              | Coelurosauria                                                   |
|              |                                                                 |

|  | Allosauroidea |
|  |               |
|  | Coelurosauria |
|  |               |

|              | Megalosauroidea                                                 |
|              |                                                                 |
| Avetheropoda | \| \| Allosauroidea \| \| \| \| \| \| Coelurosauria \| \| \| \| |
|              | \| \| Allosauroidea \| \| \| \| \| \| Coelurosauria \| \| \| \| |
|              | Allosauroidea                                                   |
|              |                                                                 |
|              | Coelurosauria                                                   |
|              |                                                                 |

|  | Allosauroidea |
|  |               |
|  | Coelurosauria |
|  |               |

|              | Megalosauroidea                                                 |
|              |                                                                 |
| Avetheropoda | \| \| Allosauroidea \| \| \| \| \| \| Coelurosauria \| \| \| \| |
|              | \| \| Allosauroidea \| \| \| \| \| \| Coelurosauria \| \| \| \| |
|              | Allosauroidea                                                   |
|              |                                                                 |
|              | Coelurosauria                                                   |
|              |                                                                 |

|  | Allosauroidea |
|  |               |
|  | Coelurosauria |
|  |               |

|              | Megalosauroidea                                                 |
|              |                                                                 |
| Avetheropoda | \| \| Allosauroidea \| \| \| \| \| \| Coelurosauria \| \| \| \| |
|              | \| \| Allosauroidea \| \| \| \| \| \| Coelurosauria \| \| \| \| |
|              | Allosauroidea                                                   |
|              |                                                                 |
|              | Coelurosauria                                                   |
|              |                                                                 |

|  | Allosauroidea |
|  |               |
|  | Coelurosauria |
|  |               |

|              | Megalosauroidea                                                 |
|              |                                                                 |
| Avetheropoda | \| \| Allosauroidea \| \| \| \| \| \| Coelurosauria \| \| \| \| |
|              | \| \| Allosauroidea \| \| \| \| \| \| Coelurosauria \| \| \| \| |
|              | Allosauroidea                                                   |
|              |                                                                 |
|              | Coelurosauria                                                   |
|              |                                                                 |

|  | Allosauroidea |
|  |               |
|  | Coelurosauria |
|  |               |

|              | Megalosauroidea                                                 |
|              |                                                                 |
| Avetheropoda | \| \| Allosauroidea \| \| \| \| \| \| Coelurosauria \| \| \| \| |
|              | \| \| Allosauroidea \| \| \| \| \| \| Coelurosauria \| \| \| \| |
|              | Allosauroidea                                                   |
|              |                                                                 |
|              | Coelurosauria                                                   |
|              |                                                                 |

|  | Allosauroidea |
|  |               |
|  | Coelurosauria |
|  |               |

|              | Megalosauroidea                                                 |
|              |                                                                 |
| Avetheropoda | \| \| Allosauroidea \| \| \| \| \| \| Coelurosauria \| \| \| \| |
|              | \| \| Allosauroidea \| \| \| \| \| \| Coelurosauria \| \| \| \| |
|              | Allosauroidea                                                   |
|              |                                                                 |
|              | Coelurosauria                                                   |
|              |                                                                 |

|  | Allosauroidea |
|  |               |
|  | Coelurosauria |
|  |               |

|              | Megalosauroidea                                                 |
|              |                                                                 |
| Avetheropoda | \| \| Allosauroidea \| \| \| \| \| \| Coelurosauria \| \| \| \| |
|              | \| \| Allosauroidea \| \| \| \| \| \| Coelurosauria \| \| \| \| |
|              | Allosauroidea                                                   |
|              |                                                                 |
|              | Coelurosauria                                                   |
|              |                                                                 |

|  | Allosauroidea |
|  |               |
|  | Coelurosauria |
|  |               |

|              | Megalosauroidea                                                 |
|              |                                                                 |
| Avetheropoda | \| \| Allosauroidea \| \| \| \| \| \| Coelurosauria \| \| \| \| |
|              | \| \| Allosauroidea \| \| \| \| \| \| Coelurosauria \| \| \| \| |
|              | Allosauroidea                                                   |
|              |                                                                 |
|              | Coelurosauria                                                   |
|              |                                                                 |

|  | Allosauroidea |
|  |               |
|  | Coelurosauria |
|  |               |

|              | Megalosauroidea                                                 |
|              |                                                                 |
| Avetheropoda | \| \| Allosauroidea \| \| \| \| \| \| Coelurosauria \| \| \| \| |
|              | \| \| Allosauroidea \| \| \| \| \| \| Coelurosauria \| \| \| \| |
|              | Allosauroidea                                                   |
|              |                                                                 |
|              | Coelurosauria                                                   |
|              |                                                                 |

|  | Allosauroidea |
|  |               |
|  | Coelurosauria |
|  |               |

|              | Megalosauroidea                                                 |
|              |                                                                 |
| Avetheropoda | \| \| Allosauroidea \| \| \| \| \| \| Coelurosauria \| \| \| \| |
|              | \| \| Allosauroidea \| \| \| \| \| \| Coelurosauria \| \| \| \| |
|              | Allosauroidea                                                   |
|              |                                                                 |
|              | Coelurosauria                                                   |
|              |                                                                 |

|  | Allosauroidea |
|  |               |
|  | Coelurosauria |
|  |               |

|              | Megalosauroidea                                                 |
|              |                                                                 |
| Avetheropoda | \| \| Allosauroidea \| \| \| \| \| \| Coelurosauria \| \| \| \| |
|              | \| \| Allosauroidea \| \| \| \| \| \| Coelurosauria \| \| \| \| |
|              | Allosauroidea                                                   |
|              |                                                                 |
|              | Coelurosauria                                                   |
|              |                                                                 |

|  | Allosauroidea |
|  |               |
|  | Coelurosauria |
|  |               |

|              | Megalosauroidea                                                 |
|              |                                                                 |
| Avetheropoda | \| \| Allosauroidea \| \| \| \| \| \| Coelurosauria \| \| \| \| |
|              | \| \| Allosauroidea \| \| \| \| \| \| Coelurosauria \| \| \| \| |
|              | Allosauroidea                                                   |
|              |                                                                 |
|              | Coelurosauria                                                   |
|              |                                                                 |

|  | Allosauroidea |
|  |               |
|  | Coelurosauria |
|  |               |

|              | Megalosauroidea                                                 |
|              |                                                                 |
| Avetheropoda | \| \| Allosauroidea \| \| \| \| \| \| Coelurosauria \| \| \| \| |
|              | \| \| Allosauroidea \| \| \| \| \| \| Coelurosauria \| \| \| \| |
|              | Allosauroidea                                                   |
|              |                                                                 |
|              | Coelurosauria                                                   |
|              |                                                                 |

|  | Allosauroidea |
|  |               |
|  | Coelurosauria |
|  |               |

|              | Megalosauroidea                                                 |
|              |                                                                 |
| Avetheropoda | \| \| Allosauroidea \| \| \| \| \| \| Coelurosauria \| \| \| \| |
|              | \| \| Allosauroidea \| \| \| \| \| \| Coelurosauria \| \| \| \| |
|              | Allosauroidea                                                   |
|              |                                                                 |
|              | Coelurosauria                                                   |
|              |                                                                 |

|  | Allosauroidea |
|  |               |
|  | Coelurosauria |
|  |               |

|              | Megalosauroidea                                                 |
|              |                                                                 |
| Avetheropoda | \| \| Allosauroidea \| \| \| \| \| \| Coelurosauria \| \| \| \| |
|              | \| \| Allosauroidea \| \| \| \| \| \| Coelurosauria \| \| \| \| |
|              | Allosauroidea                                                   |
|              |                                                                 |
|              | Coelurosauria                                                   |
|              |                                                                 |

|  | Allosauroidea |
|  |               |
|  | Coelurosauria |
|  |               |

|              | Megalosauroidea                                                 |
|              |                                                                 |
| Avetheropoda | \| \| Allosauroidea \| \| \| \| \| \| Coelurosauria \| \| \| \| |
|              | \| \| Allosauroidea \| \| \| \| \| \| Coelurosauria \| \| \| \| |
|              | Allosauroidea                                                   |
|              |                                                                 |
|              | Coelurosauria                                                   |
|              |                                                                 |

|  | Allosauroidea |
|  |               |
|  | Coelurosauria |
|  |               |

|              | Megalosauroidea                                                 |
|              |                                                                 |
| Avetheropoda | \| \| Allosauroidea \| \| \| \| \| \| Coelurosauria \| \| \| \| |
|              | \| \| Allosauroidea \| \| \| \| \| \| Coelurosauria \| \| \| \| |
|              | Allosauroidea                                                   |
|              |                                                                 |
|              | Coelurosauria                                                   |
|              |                                                                 |

|  | Allosauroidea |
|  |               |
|  | Coelurosauria |
|  |               |

|              | Megalosauroidea                                                 |
|              |                                                                 |
| Avetheropoda | \| \| Allosauroidea \| \| \| \| \| \| Coelurosauria \| \| \| \| |
|              | \| \| Allosauroidea \| \| \| \| \| \| Coelurosauria \| \| \| \| |
|              | Allosauroidea                                                   |
|              |                                                                 |
|              | Coelurosauria                                                   |
|              |                                                                 |

|  | Allosauroidea |
|  |               |
|  | Coelurosauria |
|  |               |

|              | Megalosauroidea                                                 |
|              |                                                                 |
| Avetheropoda | \| \| Allosauroidea \| \| \| \| \| \| Coelurosauria \| \| \| \| |
|              | \| \| Allosauroidea \| \| \| \| \| \| Coelurosauria \| \| \| \| |
|              | Allosauroidea                                                   |
|              |                                                                 |
|              | Coelurosauria                                                   |
|              |                                                                 |

|  | Allosauroidea |
|  |               |
|  | Coelurosauria |
|  |               |

|              | Megalosauroidea                                                 |
|              |                                                                 |
| Avetheropoda | \| \| Allosauroidea \| \| \| \| \| \| Coelurosauria \| \| \| \| |
|              | \| \| Allosauroidea \| \| \| \| \| \| Coelurosauria \| \| \| \| |
|              | Allosauroidea                                                   |
|              |                                                                 |
|              | Coelurosauria                                                   |
|              |                                                                 |

|  | Allosauroidea |
|  |               |
|  | Coelurosauria |
|  |               |

|              | Megalosauroidea                                                 |
|              |                                                                 |
| Avetheropoda | \| \| Allosauroidea \| \| \| \| \| \| Coelurosauria \| \| \| \| |
|              | \| \| Allosauroidea \| \| \| \| \| \| Coelurosauria \| \| \| \| |
|              | Allosauroidea                                                   |
|              |                                                                 |
|              | Coelurosauria                                                   |
|              |                                                                 |

|  | Allosauroidea |
|  |               |
|  | Coelurosauria |
|  |               |

|              | Megalosauroidea                                                 |
|              |                                                                 |
| Avetheropoda | \| \| Allosauroidea \| \| \| \| \| \| Coelurosauria \| \| \| \| |
|              | \| \| Allosauroidea \| \| \| \| \| \| Coelurosauria \| \| \| \| |
|              | Allosauroidea                                                   |
|              |                                                                 |
|              | Coelurosauria                                                   |
|              |                                                                 |

|  | Allosauroidea |
|  |               |
|  | Coelurosauria |
|  |               |

|              | Megalosauroidea                                                 |
|              |                                                                 |
| Avetheropoda | \| \| Allosauroidea \| \| \| \| \| \| Coelurosauria \| \| \| \| |
|              | \| \| Allosauroidea \| \| \| \| \| \| Coelurosauria \| \| \| \| |
|              | Allosauroidea                                                   |
|              |                                                                 |
|              | Coelurosauria                                                   |
|              |                                                                 |

|  | Allosauroidea |
|  |               |
|  | Coelurosauria |
|  |               |

|              | Megalosauroidea                                                 |
|              |                                                                 |
| Avetheropoda | \| \| Allosauroidea \| \| \| \| \| \| Coelurosauria \| \| \| \| |
|              | \| \| Allosauroidea \| \| \| \| \| \| Coelurosauria \| \| \| \| |
|              | Allosauroidea                                                   |
|              |                                                                 |
|              | Coelurosauria                                                   |
|              |                                                                 |

|  | Allosauroidea |
|  |               |
|  | Coelurosauria |
|  |               |

|              | Megalosauroidea                                                 |
|              |                                                                 |
| Avetheropoda | \| \| Allosauroidea \| \| \| \| \| \| Coelurosauria \| \| \| \| |
|              | \| \| Allosauroidea \| \| \| \| \| \| Coelurosauria \| \| \| \| |
|              | Allosauroidea                                                   |
|              |                                                                 |
|              | Coelurosauria                                                   |
|              |                                                                 |

|  | Allosauroidea |
|  |               |
|  | Coelurosauria |
|  |               |

|              | Megalosauroidea                                                 |
|              |                                                                 |
| Avetheropoda | \| \| Allosauroidea \| \| \| \| \| \| Coelurosauria \| \| \| \| |
|              | \| \| Allosauroidea \| \| \| \| \| \| Coelurosauria \| \| \| \| |
|              | Allosauroidea                                                   |
|              |                                                                 |
|              | Coelurosauria                                                   |
|              |                                                                 |

|  | Allosauroidea |
|  |               |
|  | Coelurosauria |
|  |               |

|              | Megalosauroidea                                                 |
|              |                                                                 |
| Avetheropoda | \| \| Allosauroidea \| \| \| \| \| \| Coelurosauria \| \| \| \| |
|              | \| \| Allosauroidea \| \| \| \| \| \| Coelurosauria \| \| \| \| |
|              | Allosauroidea                                                   |
|              |                                                                 |
|              | Coelurosauria                                                   |
|              |                                                                 |

|  | Allosauroidea |
|  |               |
|  | Coelurosauria |
|  |               |

|              | Megalosauroidea                                                 |
|              |                                                                 |
| Avetheropoda | \| \| Allosauroidea \| \| \| \| \| \| Coelurosauria \| \| \| \| |
|              | \| \| Allosauroidea \| \| \| \| \| \| Coelurosauria \| \| \| \| |
|              | Allosauroidea                                                   |
|              |                                                                 |
|              | Coelurosauria                                                   |
|              |                                                                 |

|  | Allosauroidea |
|  |               |
|  | Coelurosauria |
|  |               |

|              | Megalosauroidea                                                 |
|              |                                                                 |
| Avetheropoda | \| \| Allosauroidea \| \| \| \| \| \| Coelurosauria \| \| \| \| |
|              | \| \| Allosauroidea \| \| \| \| \| \| Coelurosauria \| \| \| \| |
|              | Allosauroidea                                                   |
|              |                                                                 |
|              | Coelurosauria                                                   |
|              |                                                                 |

|  | Allosauroidea |
|  |               |
|  | Coelurosauria |
|  |               |

|              | Megalosauroidea                                                 |
|              |                                                                 |
| Avetheropoda | \| \| Allosauroidea \| \| \| \| \| \| Coelurosauria \| \| \| \| |
|              | \| \| Allosauroidea \| \| \| \| \| \| Coelurosauria \| \| \| \| |
|              | Allosauroidea                                                   |
|              |                                                                 |
|              | Coelurosauria                                                   |
|              |                                                                 |

|  | Allosauroidea |
|  |               |
|  | Coelurosauria |
|  |               |

|              | Megalosauroidea                                                 |
|              |                                                                 |
| Avetheropoda | \| \| Allosauroidea \| \| \| \| \| \| Coelurosauria \| \| \| \| |
|              | \| \| Allosauroidea \| \| \| \| \| \| Coelurosauria \| \| \| \| |
|              | Allosauroidea                                                   |
|              |                                                                 |
|              | Coelurosauria                                                   |
|              |                                                                 |

|  | Allosauroidea |
|  |               |
|  | Coelurosauria |
|  |               |

|              | Megalosauroidea                                                 |
|              |                                                                 |
| Avetheropoda | \| \| Allosauroidea \| \| \| \| \| \| Coelurosauria \| \| \| \| |
|              | \| \| Allosauroidea \| \| \| \| \| \| Coelurosauria \| \| \| \| |
|              | Allosauroidea                                                   |
|              |                                                                 |
|              | Coelurosauria                                                   |
|              |                                                                 |

|  | Allosauroidea |
|  |               |
|  | Coelurosauria |
|  |               |

|              | Megalosauroidea                                                 |
|              |                                                                 |
| Avetheropoda | \| \| Allosauroidea \| \| \| \| \| \| Coelurosauria \| \| \| \| |
|              | \| \| Allosauroidea \| \| \| \| \| \| Coelurosauria \| \| \| \| |
|              | Allosauroidea                                                   |
|              |                                                                 |
|              | Coelurosauria                                                   |
|              |                                                                 |

|  | Allosauroidea |
|  |               |
|  | Coelurosauria |
|  |               |

|              | Megalosauroidea                                                 |
|              |                                                                 |
| Avetheropoda | \| \| Allosauroidea \| \| \| \| \| \| Coelurosauria \| \| \| \| |
|              | \| \| Allosauroidea \| \| \| \| \| \| Coelurosauria \| \| \| \| |
|              | Allosauroidea                                                   |
|              |                                                                 |
|              | Coelurosauria                                                   |
|              |                                                                 |

|  | Allosauroidea |
|  |               |
|  | Coelurosauria |
|  |               |

|              | Megalosauroidea                                                 |
|              |                                                                 |
| Avetheropoda | \| \| Allosauroidea \| \| \| \| \| \| Coelurosauria \| \| \| \| |
|              | \| \| Allosauroidea \| \| \| \| \| \| Coelurosauria \| \| \| \| |
|              | Allosauroidea                                                   |
|              |                                                                 |
|              | Coelurosauria                                                   |
|              |                                                                 |

|  | Allosauroidea |
|  |               |
|  | Coelurosauria |
|  |               |

|              | Megalosauroidea                                                 |
|              |                                                                 |
| Avetheropoda | \| \| Allosauroidea \| \| \| \| \| \| Coelurosauria \| \| \| \| |
|              | \| \| Allosauroidea \| \| \| \| \| \| Coelurosauria \| \| \| \| |
|              | Allosauroidea                                                   |
|              |                                                                 |
|              | Coelurosauria                                                   |
|              |                                                                 |

|  | Allosauroidea |
|  |               |
|  | Coelurosauria |
|  |               |

|              | Megalosauroidea                                                 |
|              |                                                                 |
| Avetheropoda | \| \| Allosauroidea \| \| \| \| \| \| Coelurosauria \| \| \| \| |
|              | \| \| Allosauroidea \| \| \| \| \| \| Coelurosauria \| \| \| \| |
|              | Allosauroidea                                                   |
|              |                                                                 |
|              | Coelurosauria                                                   |
|              |                                                                 |

|  | Allosauroidea |
|  |               |
|  | Coelurosauria |
|  |               |

|              | Megalosauroidea                                                 |
|              |                                                                 |
| Avetheropoda | \| \| Allosauroidea \| \| \| \| \| \| Coelurosauria \| \| \| \| |
|              | \| \| Allosauroidea \| \| \| \| \| \| Coelurosauria \| \| \| \| |
|              | Allosauroidea                                                   |
|              |                                                                 |
|              | Coelurosauria                                                   |
|              |                                                                 |

|  | Allosauroidea |
|  |               |
|  | Coelurosauria |
|  |               |

|              | Megalosauroidea                                                 |
|              |                                                                 |
| Avetheropoda | \| \| Allosauroidea \| \| \| \| \| \| Coelurosauria \| \| \| \| |
|              | \| \| Allosauroidea \| \| \| \| \| \| Coelurosauria \| \| \| \| |
|              | Allosauroidea                                                   |
|              |                                                                 |
|              | Coelurosauria                                                   |
|              |                                                                 |

|  | Allosauroidea |
|  |               |
|  | Coelurosauria |
|  |               |

|              | Megalosauroidea                                                 |
|              |                                                                 |
| Avetheropoda | \| \| Allosauroidea \| \| \| \| \| \| Coelurosauria \| \| \| \| |
|              | \| \| Allosauroidea \| \| \| \| \| \| Coelurosauria \| \| \| \| |
|              | Allosauroidea                                                   |
|              |                                                                 |
|              | Coelurosauria                                                   |
|              |                                                                 |

|  | Allosauroidea |
|  |               |
|  | Coelurosauria |
|  |               |

|              | Megalosauroidea                                                 |
|              |                                                                 |
| Avetheropoda | \| \| Allosauroidea \| \| \| \| \| \| Coelurosauria \| \| \| \| |
|              | \| \| Allosauroidea \| \| \| \| \| \| Coelurosauria \| \| \| \| |
|              | Allosauroidea                                                   |
|              |                                                                 |
|              | Coelurosauria                                                   |
|              |                                                                 |

|  | Allosauroidea |
|  |               |
|  | Coelurosauria |
|  |               |

|              | Megalosauroidea                                                 |
|              |                                                                 |
| Avetheropoda | \| \| Allosauroidea \| \| \| \| \| \| Coelurosauria \| \| \| \| |
|              | \| \| Allosauroidea \| \| \| \| \| \| Coelurosauria \| \| \| \| |
|              | Allosauroidea                                                   |
|              |                                                                 |
|              | Coelurosauria                                                   |
|              |                                                                 |

|  | Allosauroidea |
|  |               |
|  | Coelurosauria |
|  |               |

|              | Megalosauroidea                                                 |
|              |                                                                 |
| Avetheropoda | \| \| Allosauroidea \| \| \| \| \| \| Coelurosauria \| \| \| \| |
|              | \| \| Allosauroidea \| \| \| \| \| \| Coelurosauria \| \| \| \| |
|              | Allosauroidea                                                   |
|              |                                                                 |
|              | Coelurosauria                                                   |
|              |                                                                 |

|  | Allosauroidea |
|  |               |
|  | Coelurosauria |
|  |               |

|              | Megalosauroidea                                                 |
|              |                                                                 |
| Avetheropoda | \| \| Allosauroidea \| \| \| \| \| \| Coelurosauria \| \| \| \| |
|              | \| \| Allosauroidea \| \| \| \| \| \| Coelurosauria \| \| \| \| |
|              | Allosauroidea                                                   |
|              |                                                                 |
|              | Coelurosauria                                                   |
|              |                                                                 |

|  | Allosauroidea |
|  |               |
|  | Coelurosauria |
|  |               |

|              | Megalosauroidea                                                 |
|              |                                                                 |
| Avetheropoda | \| \| Allosauroidea \| \| \| \| \| \| Coelurosauria \| \| \| \| |
|              | \| \| Allosauroidea \| \| \| \| \| \| Coelurosauria \| \| \| \| |
|              | Allosauroidea                                                   |
|              |                                                                 |
|              | Coelurosauria                                                   |
|              |                                                                 |

|  | Allosauroidea |
|  |               |
|  | Coelurosauria |
|  |               |

|              | Megalosauroidea                                                 |
|              |                                                                 |
| Avetheropoda | \| \| Allosauroidea \| \| \| \| \| \| Coelurosauria \| \| \| \| |
|              | \| \| Allosauroidea \| \| \| \| \| \| Coelurosauria \| \| \| \| |
|              | Allosauroidea                                                   |
|              |                                                                 |
|              | Coelurosauria                                                   |
|              |                                                                 |

|  | Allosauroidea |
|  |               |
|  | Coelurosauria |
|  |               |

|              | Megalosauroidea                                                 |
|              |                                                                 |
| Avetheropoda | \| \| Allosauroidea \| \| \| \| \| \| Coelurosauria \| \| \| \| |
|              | \| \| Allosauroidea \| \| \| \| \| \| Coelurosauria \| \| \| \| |
|              | Allosauroidea                                                   |
|              |                                                                 |
|              | Coelurosauria                                                   |
|              |                                                                 |

|  | Allosauroidea |
|  |               |
|  | Coelurosauria |
|  |               |

|              | Megalosauroidea                                                 |
|              |                                                                 |
| Avetheropoda | \| \| Allosauroidea \| \| \| \| \| \| Coelurosauria \| \| \| \| |
|              | \| \| Allosauroidea \| \| \| \| \| \| Coelurosauria \| \| \| \| |
|              | Allosauroidea                                                   |
|              |                                                                 |
|              | Coelurosauria                                                   |
|              |                                                                 |

|  | Allosauroidea |
|  |               |
|  | Coelurosauria |
|  |               |

|              | Megalosauroidea                                                 |
|              |                                                                 |
| Avetheropoda | \| \| Allosauroidea \| \| \| \| \| \| Coelurosauria \| \| \| \| |
|              | \| \| Allosauroidea \| \| \| \| \| \| Coelurosauria \| \| \| \| |
|              | Allosauroidea                                                   |
|              |                                                                 |
|              | Coelurosauria                                                   |
|              |                                                                 |

|  | Allosauroidea |
|  |               |
|  | Coelurosauria |
|  |               |

|              | Megalosauroidea                                                 |
|              |                                                                 |
| Avetheropoda | \| \| Allosauroidea \| \| \| \| \| \| Coelurosauria \| \| \| \| |
|              | \| \| Allosauroidea \| \| \| \| \| \| Coelurosauria \| \| \| \| |
|              | Allosauroidea                                                   |
|              |                                                                 |
|              | Coelurosauria                                                   |
|              |                                                                 |

|  | Allosauroidea |
|  |               |
|  | Coelurosauria |
|  |               |

|              | Megalosauroidea                                                 |
|              |                                                                 |
| Avetheropoda | \| \| Allosauroidea \| \| \| \| \| \| Coelurosauria \| \| \| \| |
|              | \| \| Allosauroidea \| \| \| \| \| \| Coelurosauria \| \| \| \| |
|              | Allosauroidea                                                   |
|              |                                                                 |
|              | Coelurosauria                                                   |
|              |                                                                 |

|  | Allosauroidea |
|  |               |
|  | Coelurosauria |
|  |               |

|              | Megalosauroidea                                                 |
|              |                                                                 |
| Avetheropoda | \| \| Allosauroidea \| \| \| \| \| \| Coelurosauria \| \| \| \| |
|              | \| \| Allosauroidea \| \| \| \| \| \| Coelurosauria \| \| \| \| |
|              | Allosauroidea                                                   |
|              |                                                                 |
|              | Coelurosauria                                                   |
|              |                                                                 |

|  | Allosauroidea |
|  |               |
|  | Coelurosauria |
|  |               |

|              | Megalosauroidea                                                 |
|              |                                                                 |
| Avetheropoda | \| \| Allosauroidea \| \| \| \| \| \| Coelurosauria \| \| \| \| |
|              | \| \| Allosauroidea \| \| \| \| \| \| Coelurosauria \| \| \| \| |
|              | Allosauroidea                                                   |
|              |                                                                 |
|              | Coelurosauria                                                   |
|              |                                                                 |

|  | Allosauroidea |
|  |               |
|  | Coelurosauria |
|  |               |

|              | Megalosauroidea                                                 |
|              |                                                                 |
| Avetheropoda | \| \| Allosauroidea \| \| \| \| \| \| Coelurosauria \| \| \| \| |
|              | \| \| Allosauroidea \| \| \| \| \| \| Coelurosauria \| \| \| \| |
|              | Allosauroidea                                                   |
|              |                                                                 |
|              | Coelurosauria                                                   |
|              |                                                                 |

|  | Allosauroidea |
|  |               |
|  | Coelurosauria |
|  |               |

|              | Megalosauroidea                                                 |
|              |                                                                 |
| Avetheropoda | \| \| Allosauroidea \| \| \| \| \| \| Coelurosauria \| \| \| \| |
|              | \| \| Allosauroidea \| \| \| \| \| \| Coelurosauria \| \| \| \| |
|              | Allosauroidea                                                   |
|              |                                                                 |
|              | Coelurosauria                                                   |
|              |                                                                 |

|  | Allosauroidea |
|  |               |
|  | Coelurosauria |
|  |               |

|              | Megalosauroidea                                                 |
|              |                                                                 |
| Avetheropoda | \| \| Allosauroidea \| \| \| \| \| \| Coelurosauria \| \| \| \| |
|              | \| \| Allosauroidea \| \| \| \| \| \| Coelurosauria \| \| \| \| |
|              | Allosauroidea                                                   |
|              |                                                                 |
|              | Coelurosauria                                                   |
|              |                                                                 |

|  | Allosauroidea |
|  |               |
|  | Coelurosauria |
|  |               |

|              | Megalosauroidea                                                 |
|              |                                                                 |
| Avetheropoda | \| \| Allosauroidea \| \| \| \| \| \| Coelurosauria \| \| \| \| |
|              | \| \| Allosauroidea \| \| \| \| \| \| Coelurosauria \| \| \| \| |
|              | Allosauroidea                                                   |
|              |                                                                 |
|              | Coelurosauria                                                   |
|              |                                                                 |

|  | Allosauroidea |
|  |               |
|  | Coelurosauria |
|  |               |

|              | Megalosauroidea                                                 |
|              |                                                                 |
| Avetheropoda | \| \| Allosauroidea \| \| \| \| \| \| Coelurosauria \| \| \| \| |
|              | \| \| Allosauroidea \| \| \| \| \| \| Coelurosauria \| \| \| \| |
|              | Allosauroidea                                                   |
|              |                                                                 |
|              | Coelurosauria                                                   |
|              |                                                                 |

|  | Allosauroidea |
|  |               |
|  | Coelurosauria |
|  |               |

|              | Megalosauroidea                                                 |
|              |                                                                 |
| Avetheropoda | \| \| Allosauroidea \| \| \| \| \| \| Coelurosauria \| \| \| \| |
|              | \| \| Allosauroidea \| \| \| \| \| \| Coelurosauria \| \| \| \| |
|              | Allosauroidea                                                   |
|              |                                                                 |
|              | Coelurosauria                                                   |
|              |                                                                 |

|  | Allosauroidea |
|  |               |
|  | Coelurosauria |
|  |               |

|              | Megalosauroidea                                                 |
|              |                                                                 |
| Avetheropoda | \| \| Allosauroidea \| \| \| \| \| \| Coelurosauria \| \| \| \| |
|              | \| \| Allosauroidea \| \| \| \| \| \| Coelurosauria \| \| \| \| |
|              | Allosauroidea                                                   |
|              |                                                                 |
|              | Coelurosauria                                                   |
|              |                                                                 |

|  | Allosauroidea |
|  |               |
|  | Coelurosauria |
|  |               |

|              | Megalosauroidea                                                 |
|              |                                                                 |
| Avetheropoda | \| \| Allosauroidea \| \| \| \| \| \| Coelurosauria \| \| \| \| |
|              | \| \| Allosauroidea \| \| \| \| \| \| Coelurosauria \| \| \| \| |
|              | Allosauroidea                                                   |
|              |                                                                 |
|              | Coelurosauria                                                   |
|              |                                                                 |

|  | Allosauroidea |
|  |               |
|  | Coelurosauria |
|  |               |

|              | Megalosauroidea                                                 |
|              |                                                                 |
| Avetheropoda | \| \| Allosauroidea \| \| \| \| \| \| Coelurosauria \| \| \| \| |
|              | \| \| Allosauroidea \| \| \| \| \| \| Coelurosauria \| \| \| \| |
|              | Allosauroidea                                                   |
|              |                                                                 |
|              | Coelurosauria                                                   |
|              |                                                                 |

|  | Allosauroidea |
|  |               |
|  | Coelurosauria |
|  |               |

|              | Megalosauroidea                                                 |
|              |                                                                 |
| Avetheropoda | \| \| Allosauroidea \| \| \| \| \| \| Coelurosauria \| \| \| \| |
|              | \| \| Allosauroidea \| \| \| \| \| \| Coelurosauria \| \| \| \| |
|              | Allosauroidea                                                   |
|              |                                                                 |
|              | Coelurosauria                                                   |
|              |                                                                 |

|  | Allosauroidea |
|  |               |
|  | Coelurosauria |
|  |               |

|              | Megalosauroidea                                                 |
|              |                                                                 |
| Avetheropoda | \| \| Allosauroidea \| \| \| \| \| \| Coelurosauria \| \| \| \| |
|              | \| \| Allosauroidea \| \| \| \| \| \| Coelurosauria \| \| \| \| |
|              | Allosauroidea                                                   |
|              |                                                                 |
|              | Coelurosauria                                                   |
|              |                                                                 |

|  | Allosauroidea |
|  |               |
|  | Coelurosauria |
|  |               |

|              | Megalosauroidea                                                 |
|              |                                                                 |
| Avetheropoda | \| \| Allosauroidea \| \| \| \| \| \| Coelurosauria \| \| \| \| |
|              | \| \| Allosauroidea \| \| \| \| \| \| Coelurosauria \| \| \| \| |
|              | Allosauroidea                                                   |
|              |                                                                 |
|              | Coelurosauria                                                   |
|              |                                                                 |

|  | Allosauroidea |
|  |               |
|  | Coelurosauria |
|  |               |

|              | Megalosauroidea                                                 |
|              |                                                                 |
| Avetheropoda | \| \| Allosauroidea \| \| \| \| \| \| Coelurosauria \| \| \| \| |
|              | \| \| Allosauroidea \| \| \| \| \| \| Coelurosauria \| \| \| \| |
|              | Allosauroidea                                                   |
|              |                                                                 |
|              | Coelurosauria                                                   |
|              |                                                                 |

|  | Allosauroidea |
|  |               |
|  | Coelurosauria |
|  |               |

|              | Megalosauroidea                                                 |
|              |                                                                 |
| Avetheropoda | \| \| Allosauroidea \| \| \| \| \| \| Coelurosauria \| \| \| \| |
|              | \| \| Allosauroidea \| \| \| \| \| \| Coelurosauria \| \| \| \| |
|              | Allosauroidea                                                   |
|              |                                                                 |
|              | Coelurosauria                                                   |
|              |                                                                 |

|  | Allosauroidea |
|  |               |
|  | Coelurosauria |
|  |               |

|              | Megalosauroidea                                                 |
|              |                                                                 |
| Avetheropoda | \| \| Allosauroidea \| \| \| \| \| \| Coelurosauria \| \| \| \| |
|              | \| \| Allosauroidea \| \| \| \| \| \| Coelurosauria \| \| \| \| |
|              | Allosauroidea                                                   |
|              |                                                                 |
|              | Coelurosauria                                                   |
|              |                                                                 |

|  | Allosauroidea |
|  |               |
|  | Coelurosauria |
|  |               |

|              | Megalosauroidea                                                 |
|              |                                                                 |
| Avetheropoda | \| \| Allosauroidea \| \| \| \| \| \| Coelurosauria \| \| \| \| |
|              | \| \| Allosauroidea \| \| \| \| \| \| Coelurosauria \| \| \| \| |
|              | Allosauroidea                                                   |
|              |                                                                 |
|              | Coelurosauria                                                   |
|              |                                                                 |

|  | Allosauroidea |
|  |               |
|  | Coelurosauria |
|  |               |

|              | Megalosauroidea                                                 |
|              |                                                                 |
| Avetheropoda | \| \| Allosauroidea \| \| \| \| \| \| Coelurosauria \| \| \| \| |
|              | \| \| Allosauroidea \| \| \| \| \| \| Coelurosauria \| \| \| \| |
|              | Allosauroidea                                                   |
|              |                                                                 |
|              | Coelurosauria                                                   |
|              |                                                                 |

|  | Allosauroidea |
|  |               |
|  | Coelurosauria |
|  |               |

|              | Megalosauroidea                                                 |
|              |                                                                 |
| Avetheropoda | \| \| Allosauroidea \| \| \| \| \| \| Coelurosauria \| \| \| \| |
|              | \| \| Allosauroidea \| \| \| \| \| \| Coelurosauria \| \| \| \| |
|              | Allosauroidea                                                   |
|              |                                                                 |
|              | Coelurosauria                                                   |
|              |                                                                 |

|  | Allosauroidea |
|  |               |
|  | Coelurosauria |
|  |               |

|              | Megalosauroidea                                                 |
|              |                                                                 |
| Avetheropoda | \| \| Allosauroidea \| \| \| \| \| \| Coelurosauria \| \| \| \| |
|              | \| \| Allosauroidea \| \| \| \| \| \| Coelurosauria \| \| \| \| |
|              | Allosauroidea                                                   |
|              |                                                                 |
|              | Coelurosauria                                                   |
|              |                                                                 |

|  | Allosauroidea |
|  |               |
|  | Coelurosauria |
|  |               |

|              | Megalosauroidea                                                 |
|              |                                                                 |
| Avetheropoda | \| \| Allosauroidea \| \| \| \| \| \| Coelurosauria \| \| \| \| |
|              | \| \| Allosauroidea \| \| \| \| \| \| Coelurosauria \| \| \| \| |
|              | Allosauroidea                                                   |
|              |                                                                 |
|              | Coelurosauria                                                   |
|              |                                                                 |

|  | Allosauroidea |
|  |               |
|  | Coelurosauria |
|  |               |

|              | Megalosauroidea                                                 |
|              |                                                                 |
| Avetheropoda | \| \| Allosauroidea \| \| \| \| \| \| Coelurosauria \| \| \| \| |
|              | \| \| Allosauroidea \| \| \| \| \| \| Coelurosauria \| \| \| \| |
|              | Allosauroidea                                                   |
|              |                                                                 |
|              | Coelurosauria                                                   |
|              |                                                                 |

|  | Allosauroidea |
|  |               |
|  | Coelurosauria |
|  |               |

|              | Megalosauroidea                                                 |
|              |                                                                 |
| Avetheropoda | \| \| Allosauroidea \| \| \| \| \| \| Coelurosauria \| \| \| \| |
|              | \| \| Allosauroidea \| \| \| \| \| \| Coelurosauria \| \| \| \| |
|              | Allosauroidea                                                   |
|              |                                                                 |
|              | Coelurosauria                                                   |
|              |                                                                 |

|  | Allosauroidea |
|  |               |
|  | Coelurosauria |
|  |               |

|              | Megalosauroidea                                                 |
|              |                                                                 |
| Avetheropoda | \| \| Allosauroidea \| \| \| \| \| \| Coelurosauria \| \| \| \| |
|              | \| \| Allosauroidea \| \| \| \| \| \| Coelurosauria \| \| \| \| |
|              | Allosauroidea                                                   |
|              |                                                                 |
|              | Coelurosauria                                                   |
|              |                                                                 |

|  | Allosauroidea |
|  |               |
|  | Coelurosauria |
|  |               |

|              | Megalosauroidea                                                 |
|              |                                                                 |
| Avetheropoda | \| \| Allosauroidea \| \| \| \| \| \| Coelurosauria \| \| \| \| |
|              | \| \| Allosauroidea \| \| \| \| \| \| Coelurosauria \| \| \| \| |
|              | Allosauroidea                                                   |
|              |                                                                 |
|              | Coelurosauria                                                   |
|              |                                                                 |

|  | Allosauroidea |
|  |               |
|  | Coelurosauria |
|  |               |

|              | Megalosauroidea                                                 |
|              |                                                                 |
| Avetheropoda | \| \| Allosauroidea \| \| \| \| \| \| Coelurosauria \| \| \| \| |
|              | \| \| Allosauroidea \| \| \| \| \| \| Coelurosauria \| \| \| \| |
|              | Allosauroidea                                                   |
|              |                                                                 |
|              | Coelurosauria                                                   |
|              |                                                                 |

|  | Allosauroidea |
|  |               |
|  | Coelurosauria |
|  |               |

|              | Megalosauroidea                                                 |
|              |                                                                 |
| Avetheropoda | \| \| Allosauroidea \| \| \| \| \| \| Coelurosauria \| \| \| \| |
|              | \| \| Allosauroidea \| \| \| \| \| \| Coelurosauria \| \| \| \| |
|              | Allosauroidea                                                   |
|              |                                                                 |
|              | Coelurosauria                                                   |
|              |                                                                 |

|  | Allosauroidea |
|  |               |
|  | Coelurosauria |
|  |               |

|              | Megalosauroidea                                                 |
|              |                                                                 |
| Avetheropoda | \| \| Allosauroidea \| \| \| \| \| \| Coelurosauria \| \| \| \| |
|              | \| \| Allosauroidea \| \| \| \| \| \| Coelurosauria \| \| \| \| |
|              | Allosauroidea                                                   |
|              |                                                                 |
|              | Coelurosauria                                                   |
|              |                                                                 |

|  | Allosauroidea |
|  |               |
|  | Coelurosauria |
|  |               |

|              | Megalosauroidea                                                 |
|              |                                                                 |
| Avetheropoda | \| \| Allosauroidea \| \| \| \| \| \| Coelurosauria \| \| \| \| |
|              | \| \| Allosauroidea \| \| \| \| \| \| Coelurosauria \| \| \| \| |
|              | Allosauroidea                                                   |
|              |                                                                 |
|              | Coelurosauria                                                   |
|              |                                                                 |

|  | Allosauroidea |
|  |               |
|  | Coelurosauria |
|  |               |

|              | Megalosauroidea                                                 |
|              |                                                                 |
| Avetheropoda | \| \| Allosauroidea \| \| \| \| \| \| Coelurosauria \| \| \| \| |
|              | \| \| Allosauroidea \| \| \| \| \| \| Coelurosauria \| \| \| \| |
|              | Allosauroidea                                                   |
|              |                                                                 |
|              | Coelurosauria                                                   |
|              |                                                                 |

|  | Allosauroidea |
|  |               |
|  | Coelurosauria |
|  |               |

|              | Megalosauroidea                                                 |
|              |                                                                 |
| Avetheropoda | \| \| Allosauroidea \| \| \| \| \| \| Coelurosauria \| \| \| \| |
|              | \| \| Allosauroidea \| \| \| \| \| \| Coelurosauria \| \| \| \| |
|              | Allosauroidea                                                   |
|              |                                                                 |
|              | Coelurosauria                                                   |
|              |                                                                 |

|  | Allosauroidea |
|  |               |
|  | Coelurosauria |
|  |               |

|              | Megalosauroidea                                                 |
|              |                                                                 |
| Avetheropoda | \| \| Allosauroidea \| \| \| \| \| \| Coelurosauria \| \| \| \| |
|              | \| \| Allosauroidea \| \| \| \| \| \| Coelurosauria \| \| \| \| |
|              | Allosauroidea                                                   |
|              |                                                                 |
|              | Coelurosauria                                                   |
|              |                                                                 |

|  | Allosauroidea |
|  |               |
|  | Coelurosauria |
|  |               |

|              | Megalosauroidea                                                 |
|              |                                                                 |
| Avetheropoda | \| \| Allosauroidea \| \| \| \| \| \| Coelurosauria \| \| \| \| |
|              | \| \| Allosauroidea \| \| \| \| \| \| Coelurosauria \| \| \| \| |
|              | Allosauroidea                                                   |
|              |                                                                 |
|              | Coelurosauria                                                   |
|              |                                                                 |

|  | Allosauroidea |
|  |               |
|  | Coelurosauria |
|  |               |

|              | Megalosauroidea                                                 |
|              |                                                                 |
| Avetheropoda | \| \| Allosauroidea \| \| \| \| \| \| Coelurosauria \| \| \| \| |
|              | \| \| Allosauroidea \| \| \| \| \| \| Coelurosauria \| \| \| \| |
|              | Allosauroidea                                                   |
|              |                                                                 |
|              | Coelurosauria                                                   |
|              |                                                                 |

|  | Allosauroidea |
|  |               |
|  | Coelurosauria |
|  |               |

|              | Megalosauroidea                                                 |
|              |                                                                 |
| Avetheropoda | \| \| Allosauroidea \| \| \| \| \| \| Coelurosauria \| \| \| \| |
|              | \| \| Allosauroidea \| \| \| \| \| \| Coelurosauria \| \| \| \| |
|              | Allosauroidea                                                   |
|              |                                                                 |
|              | Coelurosauria                                                   |
|              |                                                                 |

|  | Allosauroidea |
|  |               |
|  | Coelurosauria |
|  |               |

|              | Megalosauroidea                                                 |
|              |                                                                 |
| Avetheropoda | \| \| Allosauroidea \| \| \| \| \| \| Coelurosauria \| \| \| \| |
|              | \| \| Allosauroidea \| \| \| \| \| \| Coelurosauria \| \| \| \| |
|              | Allosauroidea                                                   |
|              |                                                                 |
|              | Coelurosauria                                                   |
|              |                                                                 |

|  | Allosauroidea |
|  |               |
|  | Coelurosauria |
|  |               |

|              | Megalosauroidea                                                 |
|              |                                                                 |
| Avetheropoda | \| \| Allosauroidea \| \| \| \| \| \| Coelurosauria \| \| \| \| |
|              | \| \| Allosauroidea \| \| \| \| \| \| Coelurosauria \| \| \| \| |
|              | Allosauroidea                                                   |
|              |                                                                 |
|              | Coelurosauria                                                   |
|              |                                                                 |

|  | Allosauroidea |
|  |               |
|  | Coelurosauria |
|  |               |

|              | Megalosauroidea                                                 |
|              |                                                                 |
| Avetheropoda | \| \| Allosauroidea \| \| \| \| \| \| Coelurosauria \| \| \| \| |
|              | \| \| Allosauroidea \| \| \| \| \| \| Coelurosauria \| \| \| \| |
|              | Allosauroidea                                                   |
|              |                                                                 |
|              | Coelurosauria                                                   |
|              |                                                                 |

|  | Allosauroidea |
|  |               |
|  | Coelurosauria |
|  |               |

|              | Megalosauroidea                                                 |
|              |                                                                 |
| Avetheropoda | \| \| Allosauroidea \| \| \| \| \| \| Coelurosauria \| \| \| \| |
|              | \| \| Allosauroidea \| \| \| \| \| \| Coelurosauria \| \| \| \| |
|              | Allosauroidea                                                   |
|              |                                                                 |
|              | Coelurosauria                                                   |
|              |                                                                 |

|  | Allosauroidea |
|  |               |
|  | Coelurosauria |
|  |               |

|              | Megalosauroidea                                                 |
|              |                                                                 |
| Avetheropoda | \| \| Allosauroidea \| \| \| \| \| \| Coelurosauria \| \| \| \| |
|              | \| \| Allosauroidea \| \| \| \| \| \| Coelurosauria \| \| \| \| |
|              | Allosauroidea                                                   |
|              |                                                                 |
|              | Coelurosauria                                                   |
|              |                                                                 |

|  | Allosauroidea |
|  |               |
|  | Coelurosauria |
|  |               |

|              | Megalosauroidea                                                 |
|              |                                                                 |
| Avetheropoda | \| \| Allosauroidea \| \| \| \| \| \| Coelurosauria \| \| \| \| |
|              | \| \| Allosauroidea \| \| \| \| \| \| Coelurosauria \| \| \| \| |
|              | Allosauroidea                                                   |
|              |                                                                 |
|              | Coelurosauria                                                   |
|              |                                                                 |

|  | Allosauroidea |
|  |               |
|  | Coelurosauria |
|  |               |

|              | Megalosauroidea                                                 |
|              |                                                                 |
| Avetheropoda | \| \| Allosauroidea \| \| \| \| \| \| Coelurosauria \| \| \| \| |
|              | \| \| Allosauroidea \| \| \| \| \| \| Coelurosauria \| \| \| \| |
|              | Allosauroidea                                                   |
|              |                                                                 |
|              | Coelurosauria                                                   |
|              |                                                                 |

|  | Allosauroidea |
|  |               |
|  | Coelurosauria |
|  |               |

|              | Megalosauroidea                                                 |
|              |                                                                 |
| Avetheropoda | \| \| Allosauroidea \| \| \| \| \| \| Coelurosauria \| \| \| \| |
|              | \| \| Allosauroidea \| \| \| \| \| \| Coelurosauria \| \| \| \| |
|              | Allosauroidea                                                   |
|              |                                                                 |
|              | Coelurosauria                                                   |
|              |                                                                 |

|  | Allosauroidea |
|  |               |
|  | Coelurosauria |
|  |               |

|              | Megalosauroidea                                                 |
|              |                                                                 |
| Avetheropoda | \| \| Allosauroidea \| \| \| \| \| \| Coelurosauria \| \| \| \| |
|              | \| \| Allosauroidea \| \| \| \| \| \| Coelurosauria \| \| \| \| |
|              | Allosauroidea                                                   |
|              |                                                                 |
|              | Coelurosauria                                                   |
|              |                                                                 |

|  | Allosauroidea |
|  |               |
|  | Coelurosauria |
|  |               |

|              | Megalosauroidea                                                 |
|              |                                                                 |
| Avetheropoda | \| \| Allosauroidea \| \| \| \| \| \| Coelurosauria \| \| \| \| |
|              | \| \| Allosauroidea \| \| \| \| \| \| Coelurosauria \| \| \| \| |
|              | Allosauroidea                                                   |
|              |                                                                 |
|              | Coelurosauria                                                   |
|              |                                                                 |

|  | Allosauroidea |
|  |               |
|  | Coelurosauria |
|  |               |

|              | Megalosauroidea                                                 |
|              |                                                                 |
| Avetheropoda | \| \| Allosauroidea \| \| \| \| \| \| Coelurosauria \| \| \| \| |
|              | \| \| Allosauroidea \| \| \| \| \| \| Coelurosauria \| \| \| \| |
|              | Allosauroidea                                                   |
|              |                                                                 |
|              | Coelurosauria                                                   |
|              |                                                                 |

|  | Allosauroidea |
|  |               |
|  | Coelurosauria |
|  |               |

|              | Megalosauroidea                                                 |
|              |                                                                 |
| Avetheropoda | \| \| Allosauroidea \| \| \| \| \| \| Coelurosauria \| \| \| \| |
|              | \| \| Allosauroidea \| \| \| \| \| \| Coelurosauria \| \| \| \| |
|              | Allosauroidea                                                   |
|              |                                                                 |
|              | Coelurosauria                                                   |
|              |                                                                 |

|  | Allosauroidea |
|  |               |
|  | Coelurosauria |
|  |               |

|              | Megalosauroidea                                                 |
|              |                                                                 |
| Avetheropoda | \| \| Allosauroidea \| \| \| \| \| \| Coelurosauria \| \| \| \| |
|              | \| \| Allosauroidea \| \| \| \| \| \| Coelurosauria \| \| \| \| |
|              | Allosauroidea                                                   |
|              |                                                                 |
|              | Coelurosauria                                                   |
|              |                                                                 |

|  | Allosauroidea |
|  |               |
|  | Coelurosauria |
|  |               |

|              | Megalosauroidea                                                 |
|              |                                                                 |
| Avetheropoda | \| \| Allosauroidea \| \| \| \| \| \| Coelurosauria \| \| \| \| |
|              | \| \| Allosauroidea \| \| \| \| \| \| Coelurosauria \| \| \| \| |
|              | Allosauroidea                                                   |
|              |                                                                 |
|              | Coelurosauria                                                   |
|              |                                                                 |

|  | Allosauroidea |
|  |               |
|  | Coelurosauria |
|  |               |

|              | Megalosauroidea                                                 |
|              |                                                                 |
| Avetheropoda | \| \| Allosauroidea \| \| \| \| \| \| Coelurosauria \| \| \| \| |
|              | \| \| Allosauroidea \| \| \| \| \| \| Coelurosauria \| \| \| \| |
|              | Allosauroidea                                                   |
|              |                                                                 |
|              | Coelurosauria                                                   |
|              |                                                                 |

|  | Allosauroidea |
|  |               |
|  | Coelurosauria |
|  |               |

|              | Megalosauroidea                                                 |
|              |                                                                 |
| Avetheropoda | \| \| Allosauroidea \| \| \| \| \| \| Coelurosauria \| \| \| \| |
|              | \| \| Allosauroidea \| \| \| \| \| \| Coelurosauria \| \| \| \| |
|              | Allosauroidea                                                   |
|              |                                                                 |
|              | Coelurosauria                                                   |
|              |                                                                 |

|  | Allosauroidea |
|  |               |
|  | Coelurosauria |
|  |               |

|              | Megalosauroidea                                                 |
|              |                                                                 |
| Avetheropoda | \| \| Allosauroidea \| \| \| \| \| \| Coelurosauria \| \| \| \| |
|              | \| \| Allosauroidea \| \| \| \| \| \| Coelurosauria \| \| \| \| |
|              | Allosauroidea                                                   |
|              |                                                                 |
|              | Coelurosauria                                                   |
|              |                                                                 |

|  | Allosauroidea |
|  |               |
|  | Coelurosauria |
|  |               |

|              | Megalosauroidea                                                 |
|              |                                                                 |
| Avetheropoda | \| \| Allosauroidea \| \| \| \| \| \| Coelurosauria \| \| \| \| |
|              | \| \| Allosauroidea \| \| \| \| \| \| Coelurosauria \| \| \| \| |
|              | Allosauroidea                                                   |
|              |                                                                 |
|              | Coelurosauria                                                   |
|              |                                                                 |

|  | Allosauroidea |
|  |               |
|  | Coelurosauria |
|  |               |

|              | Megalosauroidea                                                 |
|              |                                                                 |
| Avetheropoda | \| \| Allosauroidea \| \| \| \| \| \| Coelurosauria \| \| \| \| |
|              | \| \| Allosauroidea \| \| \| \| \| \| Coelurosauria \| \| \| \| |
|              | Allosauroidea                                                   |
|              |                                                                 |
|              | Coelurosauria                                                   |
|              |                                                                 |

|  | Allosauroidea |
|  |               |
|  | Coelurosauria |
|  |               |

|              | Megalosauroidea                                                 |
|              |                                                                 |
| Avetheropoda | \| \| Allosauroidea \| \| \| \| \| \| Coelurosauria \| \| \| \| |
|              | \| \| Allosauroidea \| \| \| \| \| \| Coelurosauria \| \| \| \| |
|              | Allosauroidea                                                   |
|              |                                                                 |
|              | Coelurosauria                                                   |
|              |                                                                 |

|  | Allosauroidea |
|  |               |
|  | Coelurosauria |
|  |               |

|              | Megalosauroidea                                                 |
|              |                                                                 |
| Avetheropoda | \| \| Allosauroidea \| \| \| \| \| \| Coelurosauria \| \| \| \| |
|              | \| \| Allosauroidea \| \| \| \| \| \| Coelurosauria \| \| \| \| |
|              | Allosauroidea                                                   |
|              |                                                                 |
|              | Coelurosauria                                                   |
|              |                                                                 |

|  | Allosauroidea |
|  |               |
|  | Coelurosauria |
|  |               |

|              | Megalosauroidea                                                 |
|              |                                                                 |
| Avetheropoda | \| \| Allosauroidea \| \| \| \| \| \| Coelurosauria \| \| \| \| |
|              | \| \| Allosauroidea \| \| \| \| \| \| Coelurosauria \| \| \| \| |
|              | Allosauroidea                                                   |
|              |                                                                 |
|              | Coelurosauria                                                   |
|              |                                                                 |

|  | Allosauroidea |
|  |               |
|  | Coelurosauria |
|  |               |

|              | Megalosauroidea                                                 |
|              |                                                                 |
| Avetheropoda | \| \| Allosauroidea \| \| \| \| \| \| Coelurosauria \| \| \| \| |
|              | \| \| Allosauroidea \| \| \| \| \| \| Coelurosauria \| \| \| \| |
|              | Allosauroidea                                                   |
|              |                                                                 |
|              | Coelurosauria                                                   |
|              |                                                                 |

|  | Allosauroidea |
|  |               |
|  | Coelurosauria |
|  |               |

|              | Megalosauroidea                                                 |
|              |                                                                 |
| Avetheropoda | \| \| Allosauroidea \| \| \| \| \| \| Coelurosauria \| \| \| \| |
|              | \| \| Allosauroidea \| \| \| \| \| \| Coelurosauria \| \| \| \| |
|              | Allosauroidea                                                   |
|              |                                                                 |
|              | Coelurosauria                                                   |
|              |                                                                 |

|  | Allosauroidea |
|  |               |
|  | Coelurosauria |
|  |               |

|              | Megalosauroidea                                                 |
|              |                                                                 |
| Avetheropoda | \| \| Allosauroidea \| \| \| \| \| \| Coelurosauria \| \| \| \| |
|              | \| \| Allosauroidea \| \| \| \| \| \| Coelurosauria \| \| \| \| |
|              | Allosauroidea                                                   |
|              |                                                                 |
|              | Coelurosauria                                                   |
|              |                                                                 |

|  | Allosauroidea |
|  |               |
|  | Coelurosauria |
|  |               |

|              | Megalosauroidea                                                 |
|              |                                                                 |
| Avetheropoda | \| \| Allosauroidea \| \| \| \| \| \| Coelurosauria \| \| \| \| |
|              | \| \| Allosauroidea \| \| \| \| \| \| Coelurosauria \| \| \| \| |
|              | Allosauroidea                                                   |
|              |                                                                 |
|              | Coelurosauria                                                   |
|              |                                                                 |

|  | Allosauroidea |
|  |               |
|  | Coelurosauria |
|  |               |

|              | Megalosauroidea                                                 |
|              |                                                                 |
| Avetheropoda | \| \| Allosauroidea \| \| \| \| \| \| Coelurosauria \| \| \| \| |
|              | \| \| Allosauroidea \| \| \| \| \| \| Coelurosauria \| \| \| \| |
|              | Allosauroidea                                                   |
|              |                                                                 |
|              | Coelurosauria                                                   |
|              |                                                                 |

|  | Allosauroidea |
|  |               |
|  | Coelurosauria |
|  |               |

|              | Megalosauroidea                                                 |
|              |                                                                 |
| Avetheropoda | \| \| Allosauroidea \| \| \| \| \| \| Coelurosauria \| \| \| \| |
|              | \| \| Allosauroidea \| \| \| \| \| \| Coelurosauria \| \| \| \| |
|              | Allosauroidea                                                   |
|              |                                                                 |
|              | Coelurosauria                                                   |
|              |                                                                 |

|  | Allosauroidea |
|  |               |
|  | Coelurosauria |
|  |               |

|              | Megalosauroidea                                                 |
|              |                                                                 |
| Avetheropoda | \| \| Allosauroidea \| \| \| \| \| \| Coelurosauria \| \| \| \| |
|              | \| \| Allosauroidea \| \| \| \| \| \| Coelurosauria \| \| \| \| |
|              | Allosauroidea                                                   |
|              |                                                                 |
|              | Coelurosauria                                                   |
|              |                                                                 |

|  | Allosauroidea |
|  |               |
|  | Coelurosauria |
|  |               |

|              | Megalosauroidea                                                 |
|              |                                                                 |
| Avetheropoda | \| \| Allosauroidea \| \| \| \| \| \| Coelurosauria \| \| \| \| |
|              | \| \| Allosauroidea \| \| \| \| \| \| Coelurosauria \| \| \| \| |
|              | Allosauroidea                                                   |
|              |                                                                 |
|              | Coelurosauria                                                   |
|              |                                                                 |

|  | Allosauroidea |
|  |               |
|  | Coelurosauria |
|  |               |

## Paleobiología

### Ornamentación craneal
Las características de la pantalla craneal, como la que posee Cryolophosaurus, tienen sentido en los animales sociales gregarios, donde otros miembros de la especie están disponibles para observar e interpretar mensajes de estado sexual. Kevin Padian et al. en 2004 desafiaron las hipótesis convencionales de que el propósito de estructuras craneales extrañas y armaduras post-craneales en los dinosaurios era atraer compañeros, intimidar/combatir con rivales en el grupo o intimidar depredadores potenciales de otras especies. Padian et al. observaron que con base en la evidencia filogenética, histológica y funcional, estas extrañas estructuras pueden explicarse por el fenómeno del reconocimiento dentro de las especies, que está respaldado por la evidencia fósil. Thomas R. Holtz Jr. en 2010 descubrió que la bizarra cresta de Cryolophosaurus era principalmente para el reconocimiento intraespecies, con base en la evidencia de especies relacionadas y estudios de textura ósea. Según Thomas Rich y sus colegas, la cresta habría sido ineficaz como arma y posiblemente haya funcionado como una función de visualización durante ciertos tipos de comportamiento social, como el apareamiento.

### Dieta
Cuando se descubrió el espécimen tipo, se encontraron varias costillas cervicales largas, de un supuesto dinosaurio prosaurópodo en la boca de Cryolophosaurus , lo que llevó a Hammer en 1998 a concluir que se alimentaba del prosaurópodo cuando murió. Hammer notó además que debido a que las costillas se encontraron extendiéndose hasta la región del cuello del terópodo, este individuo puede haberse ahogado en estas costillas. Sin embargo, Smith et al. llegó a la conclusión de que estos restos pertenecían al espécimen de Cryolophosaurus en sí, y no al "prosaurópodo" de Hammer. Hammer también concluyó que un diente post-canino perteneciente a un tritilodontido, un pariente temprano de los mamífero, encontrado con los restos, era parte de su contenido estomacal cuando murió.

### Paleopatología
Algunos huesos de Cryolophosaurus tienen patologías que muestran evidencia de carroñeros. También se han encontrado dientes rotos de al menos dos terópodos diferentes cerca. Otra posible patología se encuentra en el astrágalo, hueso del tobillo, de Cryolophosaurus. Este hueso se conservó con una pequeña férula del peroné ubicada justo arriba del tobillo. La férula, sin embargo, también puede ser solo una característica morfológica única de Cryolophosaurus .

## Paleoecología

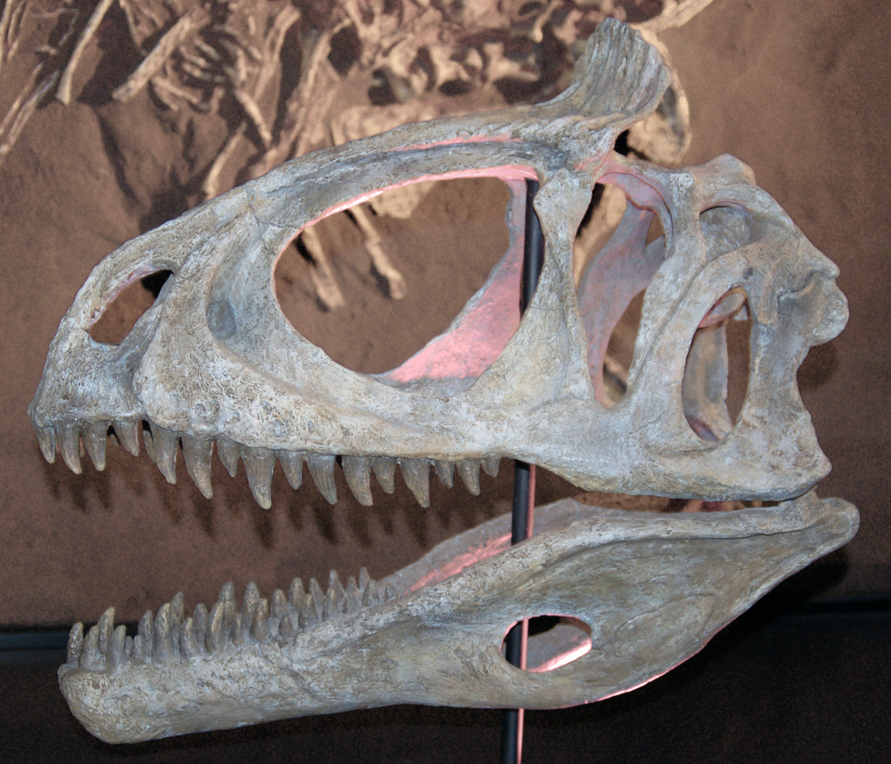
Cráneo del Cryolophosaurus.

Todos los especímenes conocidos de Cryolophosaurus se han recuperado en la Formación Hanson, que es una de las dos principales formaciones rocosas que contienen dinosaurios que se encuentran en el continente de la Antártida. Se descubrió en limolita "tufácea" depositada en la etapa Sinemuriense al Pliensbachiense del Jurásico temprano, hace aproximadamente 194 a 188 millones de años. Esta formación geológica es parte del Grupo Victoria de las montañas Transantárticas, que se encuentra aproximadamente a 4000 m sobre el nivel del mar. La gran altitud de este sitio apoya la idea de que la Antártida del jurásico temprano tenía bosques poblados por una amplia gama de especies, al menos a lo largo de la costa. La Formación Hanson fue depositada en un sistema activo de grietas volcánico-tectónicas formado durante la desintegración de Gondwana.

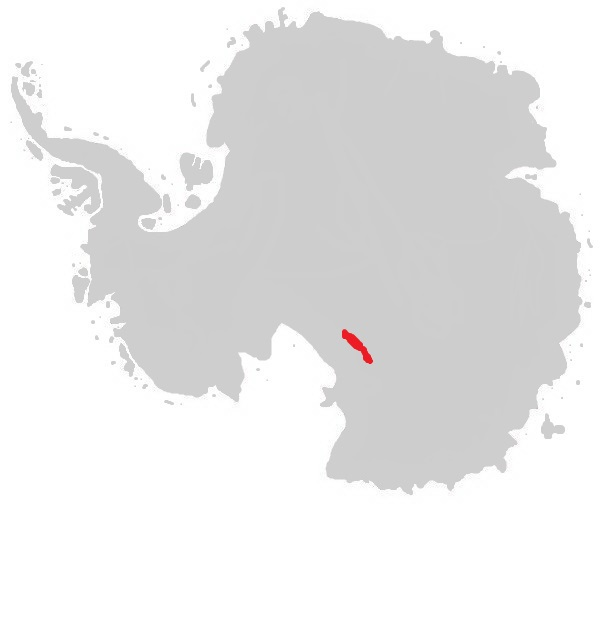
Localidades en que se han recolectado fósiles de Cryolophosaurus.

En el jurásico temprano, la Antártida estaba más cerca del ecuador y el mundo era considerablemente más cálido que hoy, pero el clima todavía era templado fresco. Los modelos de flujo de aire jurásico indican que las áreas costeras probablemente nunca cayeron mucho por debajo del punto de congelación, aunque las condiciones más extremas existían tierra adentro. Cryolophosaurus se encontró a unos 650 km  del Polo Sur, pero que en el momento en que vivió, se encontraba a unos 1000 km más al norte. Esta formación ha producido los restos de Glacialisaurus, un gran sauropodomorfo basal, pterosaurio dimorfodóntido del tamaño de un cuervo, un sinápsido tritilodontido, aproximadamente del tamaño de una rata, sinápsidos herbívoros, y otro terópodo desconocido. En 2004, los paleontólogos Judd Case y James Martin recuperaron de manera informal los restos parciales de un gran dinosaurio saurópodo que no ha sido formalmente descrito aún. Hay también los restos de muchos géneros de plantas recuperadas del Jurásico Temprano en la formación Colina Campo, de alrededor de la misma edad que los fósiles de Cryolophosaurus, demostrando que materia vegetal densa había crecido en ese tiempo en la superficie de la Antártida antes de que se desplazara hacia el sur.